# Котлін (гміна)
Гміна Котлін (пол. Gmina Kotlin) — сільська гміна у північно-західній Польщі. Належить до Яроцинського повіту Великопольського воєводства.
Станом на 31 грудня 2011 у гміні проживало 7228 осіб.

## Територія
Згідно з даними за 2007 рік площа гміни становила 84.08 км², у тому числі:
- орні землі: 81.00%
- ліси: 11.00%

Таким чином, площа гміни становить 14.31% площі повіту.

## Населення
Станом на 31 грудня 2011:
| Опис     | Загалом | Загалом | Чоловіки | Чоловіки | Жінки | Жінки |
| -------- | ------- | ------- | -------- | -------- | ----- | ----- |
| одиниця  | осіб    | %       | осіб     | %        | осіб  | %     |
| все      | 7228    | 100     | 3595     | 49.74    | 3633  | 50.26 |
| міське   | 0       | 100     | 0        |          | 0     |       |
| сільське | 7228    | 100     | 3595     | 49.74    | 3633  | 50.26 |

## Сусідні гміни
Гміна Котлін межує з такими гмінами: Добжиця, Жеркув, Плешев, Чермін, Яроцин.